# 좋은 놈, 나쁜 놈, 이상한 놈
《좋은 놈, 나쁜 놈, 이상한 놈》은 대한민국의 김지운 감독이 연출한 만주 웨스턴 장르의 영화이다. 만주를 배경으로 한 영화로 정우성, 이병헌, 송강호가 각각 좋은 놈, 나쁜 놈, 이상한 놈의 역할을 연기했다. 2008년 7월 17일에 개봉했다.
‘좋은 놈, 나쁜 놈, 이상한 놈’이란 제목은 세르조 레오네 감독의 1966년작 황야의 무법자(The Good, the Bad, and the Ugly→좋은 놈, 나쁜 놈, 추한 놈)의 오마주이다. 줄여서 ‘놈놈놈’으로도 불린다.

## 줄거리
제2차 세계 대전이 발발하기 몇 달 전인 1939년, 만주국의 사막 황무지. 악당 박창이(이병헌)는 기차를 타고 이동하는 일본 관료로부터 보물 지도를 획득하기 위해 고용된 강도이자 암살자이다. 그러나 그가 지도를 손에 넣기 전에 기이한 윤태구(송강호)는 지도를 훔치고 악당이 기차를 납치하는 일에 휘말린다. 이 과정에서 일본군과 만주 경비병, 다양한 민간인들이 학살된다. 좋은 박도원(정우성)은 독수리 눈을 가진 현상금 사냥꾼으로, 창이의 현상금을 차지하기 위해 현장에 나타난다. 한편, 태구는 그를 쫓는 좋은 자와 나쁜 자를 피해 도망친다. 네 번째 세력인 만주 도적단도 암시장에서 지도를 팔기를 원한다. 태구는 지도에 숨겨진 비밀을 밝히고 청나라 정부가 붕괴 직전 묻었다고 믿는 금과 보물을 회수하기를 바란다. 이야기가 계속되면서, 지도를 차지하기 위한 싸움은 격화되고, 현상금이 걸리고 일본 제국 육군은 "일본 제국을 구할 수 있다"고 알려진 지도를 되찾기 위해 질주한다.
일련의 잔혹한 총격전과 추격전 끝에, 일본군, 만주 도적단, 도원, 창이와 그의 일당이 한꺼번에 태구를 쫓는 마지막 전투가 벌어진다. 일본군은 대부분의 도적을 죽인다. 도원은 많은 일본군을 죽이고 폭발을 일으켜 그들을 쫓아낸다. 창이의 일당은 서서히 죽어가고, 그는 추격에서 벗어나려는 자들을 죽인다. 창이, 태구, 도원만이 "보물"에 도달한다. 그러나 그들은 그것이 사막의 판자로 덮인 구멍에 불과하다는 것을 알게 된다. 창이는 태구를 5년 전 칼싸움에서 자신의 손가락을 자른 범죄자 "손가락 자른 놈"으로 알아보고, 도원이 창이라고 생각했던 인물도 태구임을 알게 된다. 그들이 겪었던 모욕에 대한 최후의 복수극으로 서로에게 달려들어, 긴 멕시칸 스탠드오프 끝에 서로에게 총을 쏜다. 그 세 명은 싸우고 죽었던 "쓸모없는 구멍"에서 갑자기 뒤늦게 원유 간헐천이 솟아오르면서 모래 위에 죽어 홀로 누워있다. 도원은 태구와 함께 살아남는다. 태구에게 새로 걸린 현상금과 함께, 태구가 만주 사막을 가로질러 도망치면서 새로운 추격이 시작된다.

## 캐스팅
- 송강호 : 윤태구 역 - 독고다이 열차털이범. 이상한 놈
- 이병헌 : 박창이 역 - 마적단 두목. 나쁜 놈
- 정우성 : 박도원 역 - 현상금 사냥꾼. 좋은 놈
- 류승수 : 만길 역 - 태구의 촐랑대는 짝패
- 윤제문 : 병춘 역 - 다국적 마적단 삼국파의 부두목
- 마동석 : 곰 역 - 쇠망치 거한
- 류창숙 : 할매 역
- 송영창 : 김판주 역 - 친일파
- 손병호 : 서재식 역 - 아편장사치
- 김광일 : 쌍칼 역
- 오달수 : 박 서방 역 - 존재 자체가 웃음인 ‘괴물
- 이청아 : 송이 역
- 하쿠류 : 이시하라 대장 역
- 손진환 : 김혁 역
- 박진우 : 황씨 역
- 조경훈 : 두채 역
- 이항수 : 가네마루 역
- 강현중 : 왕초 역
- 이성민 : 주방장 역
- 윤영목 : 창이파 역
- 염철호 : 창이파 역
- 서승원 : 창이파 역
- 조덕제 : 창이파 역
- 김길현 : 창이파 역
- 노진영 : 창이파 역
- 오일용 : 창이파 역
- 곽영재 : 창이파 역
- 홍기준 : 창이파 역
- 전승재 : 창이파 역
- 길금성 : 창이파 역
- 조용재 : 창이파 역
- 양도현 : 창이파 역
- 정진영 : 창이파 역
- 류제승 : 창이파 역
- 김만기 : 창이파 역
- 김필중 : 창이파 역
- 최경만 : 창이파 역
- 정미남 : 삼국파 역
- 김하준 : 삼국파 역
- 이한솔 : 삼국파 역
- 이승준 : 삼국파 역
- 이설구 : 삼국파 역
- 강승철 : 삼국파 역
- 최락진 : 삼국파 역
- 송승현 : 삼국파 역
- 이태림 : 삼국파 역
- 강재은 : 삼국파 역
- 박성균 : 삼국파 역
- 염우상 : 삼국파 역
- 바나 테라니 알리 아스가 : 삼국파 루이스 역
- 매블리아노브 자서벡 : 삼국파 제시 역
- 쿠니모토 쇼켄 : 아베 부관 역
- 더리걸 : 장취 역 - 다국적 마적단 삼국파의 두목
- 하쿠류 : 이시하라 대장 역
- 알렉산더 파브로브 : 기관사 역
- 유영욱 : 운봉 역
- 김희문 : 금봉 역
- 김홍수 : 주호진 중국대장 역
- 정세형 : 주호진 부하 역
- 전재은 : 기차 인질 꼬마 역
- 민영 : 기차 가방 창부 / 아편녀 역
- 오연아 : 1등칸 일본여인 역
- 오서원 : 1등칸 중국여인 역
- 김찬형 : 기차 만주군 경찰 역
- 유상재 : 기차 만주군 경찰 역
- 최기현 : 기차 만주군 경찰 역
- 차정환 : 기차 만주군 경찰 역
- 정성우 : 기차 만주군 경찰 역
- 손정만 : 기차 만주군 경찰 역
- 장광순 : 기차 만주군 경찰 역
- 최대성 : 일본인 신사 역
- 김대원 : 태극기 청년 역
- 조화성 : 식당 겸 여관 객실 남자 역
- 고유미 : 식당 겸 여관 객실 여자 역
- 성정훈 : 귀시장 문지기 역
- 곽도원 : 귀시장 패거리 역
- 김민재 : 귀시장 패거리 역
- 손상규 : 귀시장 문지기 역
- 박광복 : 귀시장 패거리 역
- 이성호 : 귀시장 패거리 역
- 신재환 : 귀시장 패거리 역
- 이근후 : 귀시장 패거리 역
- 이유수 : 귀시장 패거리 역
- 이창수 : 귀시장 패거리 역
- 임주현 : 귀시장 패거리 역
- 진선규 : 귀시장 패거리 역
- 기은세 : 아편굴 여급 역
- 김선영 : 아편굴 여급 역
- 갠너 피오노바 : 아편굴 여급 역
- 장민영 : 아편녀 역
- 김수남 : 아편굴 장정 역
- 박연아 : 조선 소녀 역
- 최우혁 : 귀시장 아이 역
- 강선아 : 귀시장 아이 역
- 박재현 : 포스터남 역
- 최진호 : 총포점 주인 역
- 장문석 : 귀시장파 야채상인 역
- 엄지원 : 나연 역 (특별출연)

## 촬영
중국에서 영화 촬영 중 지중현 무술감독이 교통사고로 사망했다. 이에 대한 내용은 다큐멘터리 영화 《우린 액션 배우다》에서도 다루고 있다.

## 반응
칸 영화제에서 상영했다. 영화진흥위원회의 발표에 따르면, 대한민국 내에서 관객 6,685,988명을 동원했다. 블루레이로 출시됐는데, 이는 대한민국 영화 최초의 블루레이 타이틀이다.

## 수상
- 청룡영화상 감독상, 미술상, 촬영상, 최다관객상
- 대한민국영화대상 미술상, 촬영상, 시각효과상, 음향상

## 같이 보기
- 빠삐놈
- 도둑들